# A Southern Soldier's Sacrifice
A Southern Soldier's Sacrifice è un cortometraggio muto del 1911 diretto e interpretato da William Humphrey.

## Produzione
Il film fu prodotto dalla Vitagraph Company of America.

## Distribuzione
Distribuito dalla General Film Company, il film - un cortometraggio in una bobina - uscì nelle sale cinematografiche USA il 1º novembre 1911.